# Rastko Stojković
Rastko Stojković (serbisch-kyrillisch Растко Стојковић; * 12. Juli 1981 in Belgrad, SFR Jugoslawien) ist ein serbischer Handballspieler.
Der Handballprofi hat in der Jugend bei Roter Stern Belgrad das Handballspielen erlernt und wurde später mit dem Club Landesmeister. 2005 kam er nach Deutschland zum VfL Pfullingen. Zwischen 2006 und 2009 spielte er beim Bundesligisten HSG Nordhorn. Von 2009 bis 2013 spielte er beim polnischen Klub KS Kielce, mit dem er 2013 in der EHF Champions League bis ins Final-Four-Turnier einziehen konnte. Über kurze Stationen bei Roter Stern Belgrad und Al Rayyan im Katar gelangte er zum belarussischen Verein Brest GK Meschkow, mit dem er 2014, 2015, 2016, 2017 und 2018 Meister sowie 2014, 2015, 2016, 2017 und 2018 Pokalsieger wurde. Der Kreisläufer beendete nach der Saison 2018/19 seine Karriere bei Maccabi Rischon LeZion. Ab Februar 2020 bis zum Saisonende 2019/20 stand er beim serbischen Verein Vojvodina Novi Sad unter Vertrag. Ab Januar 2021 lief er für den Schweizer Erstligisten Pfadi Winterthur auf. Mit Pfadi gewann er 2021 die Schweizer Meisterschaft. Anschließend kehrte er nach Belgrad zum RK Rekreativo zurück.
Stojković hat 35 Junioren-Länderspiele für Serbien und Montenegro absolviert. Für die serbische Nationalmannschaft bestritt er mindestens 65 Länderspiele, in denen er 138 Tore warf. Bei der Europameisterschaft 2012 gewann er mit Serbien die Silbermedaille.

## Erfolge
- EHF-Pokal 2008
- Polnischer Meister 2010, 2012, 2013
- Polnischer Pokalsieger 2010, 2011, 2012, 2013
- Belarussischer Meister 2014, 2015, 2016, 2017, 2018
- Belarussischer Pokalsieger 2014, 2015, 2016, 2017, 2018
- Schweizer Meister 2021
- Silber bei der Europameisterschaft 2012